# Radik İsayev
Əbdürrəhim „Radik“ Vələddinoviç İsayev (* 26. September 1989 in Ukhul, Achtynski rajon, Dagestanische ASSR, Sowjetunion) ist ein aserbaidschanischer Taekwondoin und Olympiasieger. Er startet in der Gewichtsklasse über 80 Kilogramm.

## Erfolge
Nach seinem internationalen Debüt 2010 in Baku erfolgte sein Durchbruch 2013 bei der Weltmeisterschaft in Puebla, wo er Bronze in der Klasse bis 87 Kilogramm gewann. Im Jahr darauf wurde er in derselben Klasse in Baku Europameister. Bei der  Weltmeisterschaft 2015 in Tscheljabinsk wurde er nach einem Finalsieg gegen Jasur Baikusijew erstmals Weltmeister. Bei den kurz darauffolgenden Europaspielen in Baku gewann er in der Klasse über 80 Kilogramm  ebenfalls Gold. Im Kampf um den Titel bezwang er Wladislaw Larin knapp mit 4:3.
2016 wurde İsayev bei den Olympischen Spielen in Rio de Janeiro in der Klasse über 80 Kilogramm Olympiasieger. Er gewann im Finale mit 6:2 gegen Abdoulrazak Issoufou Alfaga. Zuvor hatte er sich gegen Ruslan Zhaparov mit 11:2, gegen den Olympiasieger von 2008,  Cha Dong-min, mit 12:8 sowie mit 4:1 gegen Mahama Cho durchgesetzt.